# Мэнсфилд-парк
«Мэ́нсфилд-парк» (англ. Mansfield Park) — воспитательный роман Джейн Остин (1811—13), который принадлежит к зрелому периоду её творчества. Увидел свет в 1814 году.

## Сюжет
Фанни Прайс — девочка из бедного портсмутского семейства. Её тётушка в своё время вышла замуж за состоятельного баронета Томаса Бертрама, который владеет поместьем Мэнсфилд-парк в графстве Нортгемптоншир, и поселила на его территории свою овдовевшую сестру, гротескную миссис Норрис, чтобы та приглядывала за воспитанием её дочерей, Марии и Джулии. По благотворительным соображениям миссис Норрис и леди Бертрам пригласили жить к себе и бедную племянницу, Фанни Прайс.
Фанни стала членом семьи Бертрамов, хотя и второго сорта: миссис Норрис всячески напоминала ей, что она не ровня кузенам-ровесникам из числа Бертрамов. Фанни с юных лет влекло к Эдмунду Бертраму — младшему сыну сэра Томаса, который избрал стезю священника. Во время отлучки хозяина поместья (он уехал на семейные плантации в Вест-Индию) в Мэнсфилд-парк приехали из Лондона молодые Кроуфорды, Генри и его сестра Мэри, которые очаровали всех в доме, кроме Фанни.
Со временем Эдмунд влюбился в Мэри, а Генри приударил за Марией. Последняя, однако, обручена с недалёким богачом Рашуортом и вынуждена покинуть Мэнсфилд-парк. Генри переключил своё внимание на Фанни и сделал ей предложение. Девушка, тайно влюблённая в Эдмунда и подозревавшая в Кроуфорде бесчестного ловеласа, ответила ему отказом. Её непреклонность огорчила сэра Томаса. Он предложил ей сопровождать брата к родителям в Портсмут. Туда же за ней последовал и Кроуфорд.
Когда Фанни была уже мысленно готова уступить напору Кроуфорда, в Портсмут пришли ужасные вести о том, что он соблазнил Марию и бежал с нею из дома Рашуорта. На семью Бертрамов пала тень бесчестья. Все связи с Кроуфордами, как с виновниками постигшего семью несчастья, были разорваны. Проницательная Фанни была возвращена в Мэнсфилд-парк и сочеталась браком с благородным Эдмундом.

## Основные персонажи
- Фанни Прайс (англ. Fanny Price) — вторая по старшинству из девяти детей в бедной и незнатной семье Прайсов. В поисках лучшей доли девочку посылают жить к богатым сёстрам матери в роскошное имение Мэнсфилд-парк. Мать девочки вышла замуж по любви, её избранником стал бедный моряк. С течением времени отец опустился: стал груб, неуправляем и пристрастился к алкоголю. Фанни восприимчива, робка, разумна, добра. В Мэнсфилд-парке богатые родственники не забывают подчеркнуть её низкое происхождение. В течение большей части повествования ей восемнадцать/девятнадцать лет. Коварный Генри Кроуфорд намерен жениться на девушке, однако она отвергает его ухаживания, так как прекрасно видит его лицемерие. Она влюблена в своего кузена Эдмунда и, когда молодой человек осознаёт свои чувства к ней, они женятся.
- Мистер Прайс (англ. Mr. Price) — глава семейства Прайс, отец Фанни. Офицер морской пехоты, лейтенант без образования, состояния и связей, живёт в Портсмуте. Он часто пьян, озлоблен и вообще груб. Не ценит свою семью.
- Миссис Франсис Прайс (англ. Mrs. Frances Price) — матушка Фанни, сестра миссис Норрис и леди Бертрам. Такая же слабохарактерная, как и её сестра Мария. Неряшлива и беспечна. Как и муж, не особенно обеспокоена судьбой Фанни.
- Уильям Прайс (англ. William Price) — брат Фанни, военно-морской гардемарин, с которым девочка очень близка. Мистер Кроуфорд стремится снискать расположение мисс Прайс, помогая Уильяму продвинуться по службе. Он единственный из семьи Прайс, с кем общается Фанни в годы своего пребывания в Мэнсфилд-парке.
- Сьюзан Прайс (англ. Susan Price) — младшая сестра Фанни, с которой девушка была довольно-таки близка в Портсмуте. После замужества Фанни живёт в Мэнсфилд-парке и помогает Бертрамам. Приятная милая девочка.
- Леди Бертрам (англ. Maria, Lady Bertram) — сестра матери Фанни. Замужем за аристократом Томасом Бертрамом. Она благодушна, но рассеянна и апатична.
- Сэр Томас Бертрам (англ. Sir Thomas Bertram) — баронет, муж леди Бертрам. Ему принадлежат Мэнсфилд-парк и владение на Антигуа. Он строг и непреклонен в соблюдении моральных правил, но запоздало осознаёт, что его поведение, возможно, стало причиной бесчестья его старшей дочери, и очень жалеет о том, что его собственные дети не такие, как Фанни и Уильям Прайс.
- Том Бертрам (англ. Tom Bertram) — старший сын сэра Томаса и леди Бертрам. На семь лет старше Фанни. Гедонист, лентяй, мот. Заболев лихорадкой, что в то время могло быть смертельно, осознаёт свои ошибки.
- Эдмунд Бертрам (англ. Edmund Bertram) — младший сын сэра Томаса и леди Бертрам. На шесть лет старше своей двоюродной сестры. Планирует стать священнослужителем. Единственный человек, относящийся к Фанни по-братски, он защитник сестры, друг и имеет большое влияние на формирование её характера. Эдмунд увлекается двуличной мисс Кроуфорд, но её высказывания о скандале с Рашуортом и братом отрезвляют его. Женится на Фанни.
- Мария Бертрам (англ. Maria Bertram) — красивая старшая дочь сэра Томаса и леди Бертрам. На три года старше Фанни. Помолвлена с богатым мистером Рашуортом, но флиртует с Генри Кроуфордом. Надеется, что мистер Кроуфорд сделает ей предложение, но, так и не дождавшись, выходит замуж за невоспитанного и недалекого Рашуорта. Однако сразу же после свадьбы Генри вновь соблазняет девушку, и они тайно сбегают вместе. Семья оскорблена её поведением, следует развод, Кроуфорд отказывается жениться на ней, и теперь Мария живёт в доме любящей её тётушки Норрис.
- Джулия Бертрам (англ. Julia Bertram) — младшая дочь сэра Томаса и леди Бертрам. На два года старше Фанни. Влюблена в Кроуфорда, который, в свою очередь, предпочитает Марию. Её воздыхатель — друг Тома мистер Йетс. Как и старшая сестра, Джулия безрассудно сбегает с ним: «Она сбежала всего лишь из страха за самоё себя. Ей казалось, иного выхода у нее нет. Безрассудство Джулии вызвано было проступком Марии».[1] В конце романа возвращается вместе с мужем в дом отца, раскаявшись, и сэр Томас прощает её и смиряется с её браком.
- Миссис Норрис (англ. Mrs. Norris) — сестра матери Фанни и леди Бертрам, вдова. Назойливая и жадная женщина, живёт поблизости от Мэнсфилд-парка. Её муж, мистер Норрис, был пастором в округе. Миссис Норрис не любит Фанни и пользуется любой возможностью, дабы показать разницу в происхождении племянников от двух сестёр.
- Генри Кроуфорд (англ. Henry Crawford) — сводный брат миссис Грант и родной —  мисс Кроуфорд. Очарователен, довольно умён, холост. Играет с чувствами Марии и Джулии. Это наблюдает Фанни. После брака Марии, чтобы не скучать, он решает влюбить в себя Фанни, но вместо этого увлекается сам. После побега с Марией теряет одобрение мисс Прайс.
- Мэри Кроуфорд (англ. Mary Crawford) — прелестная и острая на язык сестра мистера Кроуфорда и сводная миссис Грант, двуличная особа. Проявляет интерес к младшему Бертраму, несмотря на то, что тот не является наследником. Знает о намерении своего брата забавляться с сердцем Фанни, но не препятствует ему.
- Доктор Грант (англ. Dr. Grant) — нынешний пастор Мэнсфилд-парка. Это «... сорокапятилетний здоровяк... он очень любил поесть, и ему всякий день требовались обильные обеды».[1]
- Миссис Грант (англ. Mrs. Grant) — супруга доктора Гранта и сводная сестра Генри и Мэри Кроуфорд.
- Мистер Рашуорт (англ. Mr. Rushworth) — зажиточный и глупый молодой человек, помолвленный с Марией Бертрам. Разводится с женой после её побега с Генри Кроуфордом.
- Миссис Рашуорт (англ. Mrs. Rushworth) — матушка мистера Рашуорта и свекровь Марии.
- Достопочтенный Джон Йетс (англ. The Hon. John Yates) — новоиспечённый друг Тома Бертрама. «…не мог ничем особенно похвалиться, кроме привычки вести светскую жизнь и сорить деньгами и тем, что был он младшим сыном некоего лорда с приличным независимым состоянием».[1] Проявляет интерес к Джулии Бертрам и тайно сбегает с ней одновременно с Марией и Генри. Генеалогическое древо семейств Бертрамов, Прайсов и Кроуфорд

## Критика
Владимир Набоков начинал свои «Лекции по европейской литературе» с разбора «Мэнсфилд-парка». Он называл роман Остин, несмотря на содержащиеся в нём зёрна социальной критики, волшебной сказкой, в которой Фанни отводится роль Золушки: «Беззащитная, одинокая, зависимая, незаметная, всеми забытая — и в итоге становящаяся женой главного героя».
Невзирая на свои несомненные литературные достоинства, «Мэнсфилд-парк» нельзя назвать самой популярной книгой Джейн Остин. Современным читателям претят чопорность и подчёркнутное благоразумие главной героини, которую даже мать писательницы считала «пресной», а современный писатель Кингсли Эмис назвал «моральным отщепенцем».
В 1999 году британские кинематографисты создали киноверсию романа, в котором попытались осовременить повествование, введя в него темы расового неравенства и феминизма, а леди Бертрам изобразив наркоманкой. Писательница Джоан Эйкен в 1985 году опубликовала его продолжение.

## Адаптации
- 1983 год — «Мэнсфилд-парк», сериал телеканала BBC (режиссёр Дэвид Джайлс). Фанни Прайс — Сильвестра ле Тузель, Эдмунд Бертрам — Николас Фаррелл, миссис Норрис — Анна Мэсси, Мария Бертрам — Саманта Бонд.
- 1999 год — «Мэнсфилд-парк», фильм режиссёра Патрисии Розема. Фанни Прайс — Фрэнсис О’Коннор, Эдмунд Бертрам — Джонни Ли Миллер, сэр Томас Бертрам — Гарольд Пинтер, леди Бертрам/миссис Прайс — Линдси Дункан
- 2003 год — «Мэнсфилд-парк», радиоспектакль радио BBC 4. Фанни Прайс — Фелисити Джонс, Эдмунд Бертрам — Бенедикт Камбербэтч, Том Бертрам — Дэвид Теннант, сэр Томас Бертрам — Тим Пиготт-Смит.
- 2007 год — «Мэнсфилд-парк», телевизионный фильм режиссёра Йена Б. Макдональда. Фанни Прайс — Билли Пайпер, Эдмунд Бертрам — Блэйк Ритсон, Том Бертрам — Джеймс Д'Арси, Мэри Кроуфорд — Хэйли Этвелл, леди Бертрам — Джемма Редгрейв.